# 아지노모도
아지노모도 주식회사(일본어: 味の素株式会社 아지노모토 가부시키가이샤[*], 영어: Ajinomoto Co., Inc.)는 1925년 설립된 일본 식품 기업이다. 대표 제품으로는 사명과 같은 글루탐산 나트륨(MSG) 조미료 제품으로 1909년 출시한 아지노모도(味の素), 1970년 출시한 복합조미료인 혼다시(ほんだし) 등이 있다.

## 연혁
- 1907년 - 합자회사 스즈키 제약소 설립
- 1908년 - 화학자 이케다 기쿠나에가 글루탐산 나트륨의 제조법에 대한 특허를 취득
- 1909년 5월 20일 - “아지노모토” 일반 판매 시작(창업의 날)
- 1912년 - 합자회사 스즈키 상점으로 사명 변경
- 1917년 6월 17일 - 주식회사 스즈키 상점 설립(창립의 날)
- 1917년 7월 - 뉴욕 사무소 개설 및 일본 국외 진출.
- 1925년 12월 17일 - 주식회사 스즈키 상점과 합자회사 스즈키 상점을 통합하여 주식회사 스즈키 상점을 신설(설립일)
- 1932년 - 아지노모토 본점 주식회사 스즈키 상점으로 사명 변경
- 1946년 - 아지노모토 주식회사로 사명 변경
- 1981년 - 의약 사업 진출
- 1986년 - 소비자 상표를 “아지노모토 KK”에서 “AJINOMOTO”로 변경
- 1991년 - 칼피스 식품 공업(현 칼피스)의 제3자 할당 증자를 맡아 아지노모토 그룹 산하의 자회사로 만듦
- 1999년 10월 1일 - 현재의 로고로 변경
- 2003년 3월 3일 - 아지노모도의 한국법인 한국아지노모도㈜가 설립
- 2006년 11월 5일 - 농심으로부터 즉석분말스프 보노 판매제휴
- 2007년 10월 1일 - 칼피스 주식회사를 완전 자회사화
- 2009년 5월 20일 - 창업 100주년
- 2012년 10월 - 칼피스의 모든 주식을 아사히 그룹 홀딩스에 양도함에 따라 그룹에서 분리
- 2017년 12월 21일 - 아지노모토 대한민국의 농심 합작회사 제휴
- 2018년 1월 3일 - 아지노모토농심푸즈 평택공장 농심 포승물류센터 부지 착공(2019년에 준공 예정)
- 2018년 3월 3일 - 아지노모토 대한민국의 농심 합작회사인 아지노모도농심푸즈 설립

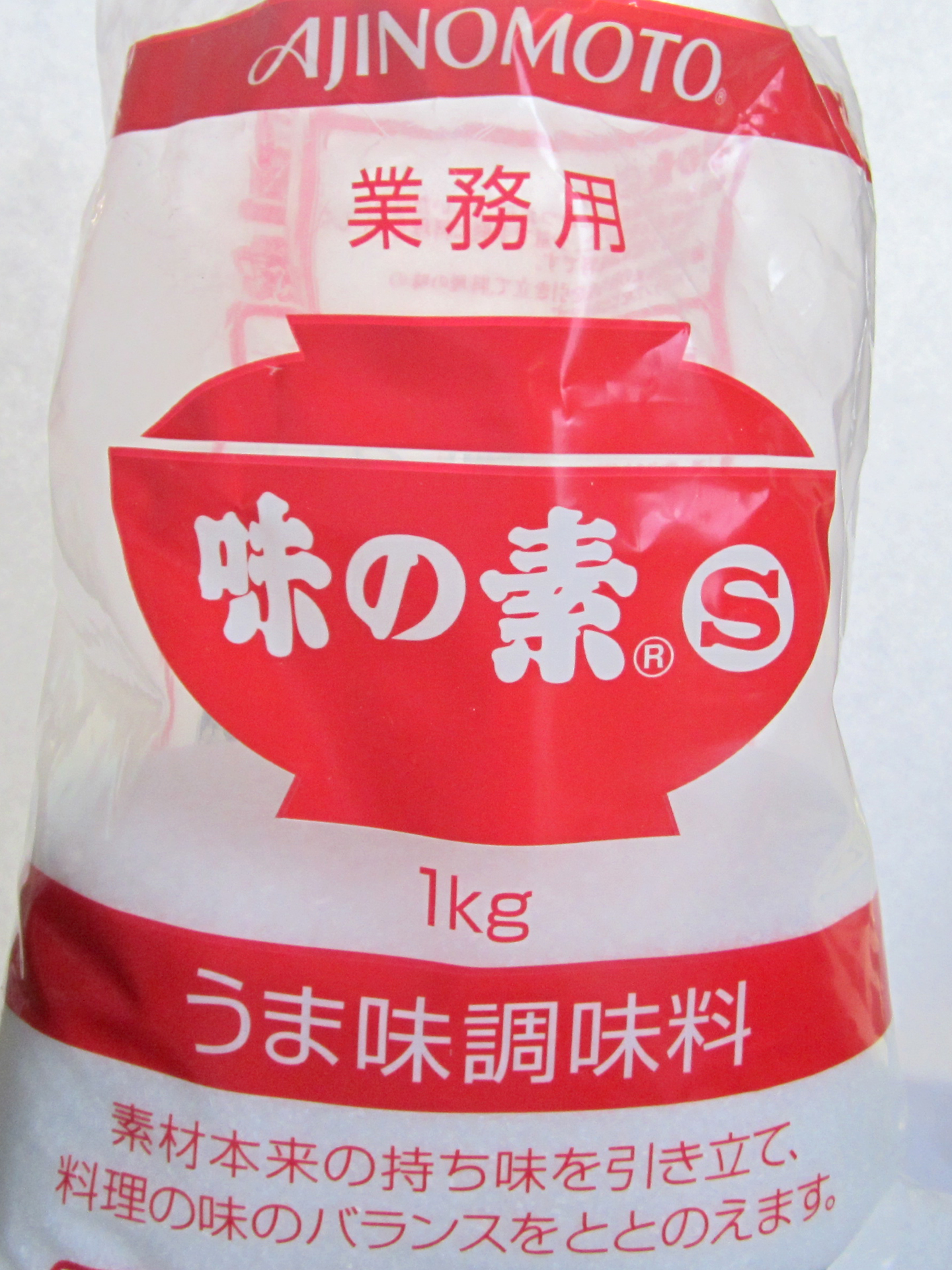
업무용 아지노모도 S

## 개요

### 사업 내용
- 일본의 식품 회사로 널리 알려져 있지만, 화장품 브랜드 "Jino"의 제조 판매 등 아미노산 생산 기술을 활용한 화학 사업, 의약 사업도 실시하고 있다.

식품 사업
- "아지노모토(MSG)", "혼다시, "크르 ","Cook Do"의 상품은 일본내 시장 점유율 1위이다.
- 조미료 (아지노모토, 하이미, 아지시오, 혼다시 등)
- 가공 식품 (크노르, Cook Do, 퓨어 셀렉트 마요네즈 등)
- 외식·샌드위치
- 냉동 식품 (제조는 주로 아지노모도 냉동 식품이 담당)
- 해외 식품: 감칠맛 조미료, 맛 조미료 메뉴용 조미료, 음료, 즉석 국수 , 수프, 레토르트 카레 등
- 제휴 사업: 유지(J-오일), 커피(아지노모도 제네럴 푸즈), 향신료(갸반), 가쓰오부시(야마키)

아미노산 사업
글루탐산을 비롯하여 발효법에 의한 아미노산 제조 기술의 평가는 높고, 아미노산에 관해서는 주요 업체의 지위에 있다. (시장 점유율: 리진 35%, 트레오닌 70%, 트립토판 70 ~ 80%)
- 아미노산 사업
- 영양 식품 사업: 아미노 바이탈
- 감미료 사업: 아스파탐
- 화학 제품 사업: 향장품 사업, 화학 사업.
- 의약 중간체 사업
- 사료 용 아미노산 사업

의약 사업
- 수액 영양 투석 분야
- 소화기병(消化器病) 분야: 크론병의 영양 치료제
- 생활 습관병 분야: 당뇨병 치료제, 혈압 강하 약, 골다공증 용약 등

## 같이 보기
- 칼피스 - 2012년 아사히 그룹 홀딩스로 매각.
- 하우스식품 - 예전 아지노모토의 자회사.
- 대상주식회사 → 1979년 미국 CPC(일본,아지노모토)사 제휴브랜드 크노르 알려진 회사
- CJ제일제당 → 1987~1999년 합작회사 제일냉동식품, 제일제당의 백설냉동 알려진 회사
- 삼일제약
- 농심